# Монсенжон, Брюно
Брюно́ Монсенжо́н (фр.  Bruno Monsaingeon; 5 декабря 1943, Париж) — французский скрипач, более известный как режиссёр документальных фильмов о великих музыкантах XX в., проведший интервью со многими из них.

## Герои фильмов
Среди героев Монсенжона — Надя Буланже, Давид Ойстрах, Дитрих Фишер-Дискау, Святослав Рихтер, Иегуди Менухин, Гленн Гульд, Барбара Хендрикс, Григорий Соколов, Пётр Андершевский, Жиль Апап, Давид Фрай, Геннадий Рождественский и др.

## Книги
- Mademoiselle: conversations with Nadia Boulanger (1980)
- Маэстро-чародей. Беседы с Геннадием Рождественским (2020 г.)[3]

## Издания на русском языке
- Рихтер. Диалоги. Дневники. М.: Классика-XXI, 2002 (переизд. 2005, 2007)